# Mens sana in corpore sano
«Mens sana in corpore sano» (лат. «У здоровому тілі — здоровий дух») — відомий крилатий латинський вислів. Традиційне розуміння: зберігаючи тіло здоровим, людина зберігає в собі і душевне здоров'я.

## Історія
Вислів взято у Ювенала. Його вирвано з контексту, насправді хід думки Ювенала був інший. Ось як звучить ця цитата в околиці:
Órandúm (e) st ut sít mens sán(a) in córpore sáno. 

Fórtem pósc(e) animúm, mortís terróre caréntem, 

Quí spatiúm vit(ae) éxtrem(um) inter múnera pónat 

Náturáe, qui férre queát quos cúmque labóres, 

Nésciat írascí, cupiát nihil ét potióres 

Hérculis áerumnás credát saevósque labóres 

Ét Vener(e) ét cenís et plúma Sárdanapálli.
(переклад Ф. А. Петровського) :
Якщо ти просиш чогось і святилищам жертви приносиш — 

Там тельбухи, ковбасу, що з білої свині приготував, — 

Треба молити, щоб розум був здоровим в тілі здоровому.

Бадьорого духу проси, що не знає страху перед смертю,

Що шанує за дар природи межу свого життя,

Що в змозі терпіти ускладнення які завгодно…

Фраза стала популярною після того, як її повторили англійський філософ Джон Локк (1632–1704) і французький письменник-просвітник Жан Жак Руссо (1711–1778). Всі автори виходили з того, що здорове тіло аж ніяк не гарантує здорового духу. Навпаки, вони говорили про те, що треба прагнути цієї гармонії, а що вона в дійсності зустрічається рідко. Таким чином, традиційне розуміння цього крилатого вислову — повна протилежність спочатку вкладеного в нього змісту: люди сприймають другу частину як наслідок з першої. Правильно було б казати, що автор цього вислову хотів скласти думку, що гармонійно розвинутій людині притаманний як фізичний, так і духовний розвиток.